# Mount Koger
Mount Koger är ett berg i Antarktis. Det ligger i Östantarktis. Australien gör anspråk på området. Toppen på Mount Koger är 2 563 meter över havet, eller 342 meter över den omgivande terrängen. Bredden vid basen är 2,3 km.
Terrängen runt Mount Koger är platt åt nordväst, men åt sydost är den kuperad. Trakten är obefolkad. Det finns inga samhällen i närheten.